# Принудительное кормление

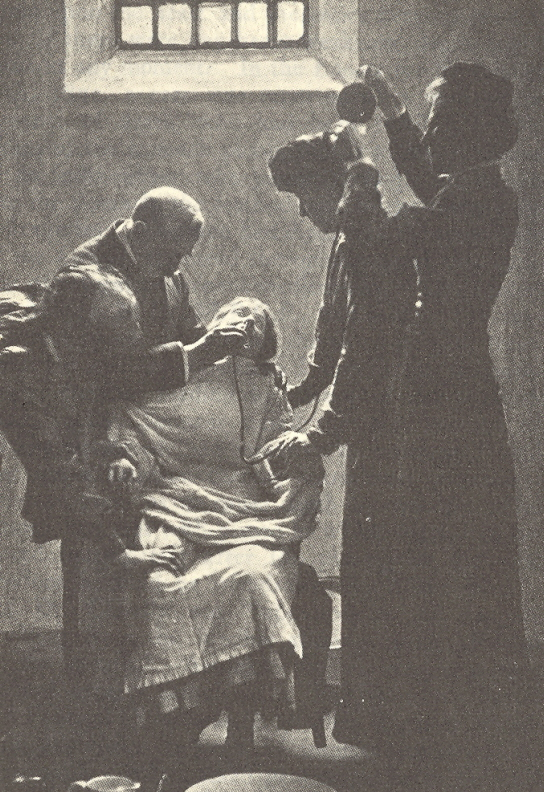
Принудительное кормление суфражистки в Великобритании в начале XX века

Принуди́тельное кормле́ние — насильственная процедура введения пищи в организм, которая ныне применяется прежде всего для откорма гусей и уток, но также применялась и применяется и к людям, представляя собой практику кормления против их воли. Принудительное кормление осуществляется с помощью специальных трубок (англ. gavage), которые вводят через нос или рот в пищевод. Такое питание может быть обеспечено и по медицинским соображениям, а не только из-за того, что человек сознательно отказывается от еды. В некоторых случаях принудительное кормление возможно из-за психических расстройств, когда пациент отказывается от еды вследствие убеждения в отравленности еды.

## Принудительное кормление в тюрьмах
Данная практика широко использовалась в тюрьмах во время голодовок заключённых, но Токийская декларация Всемирной организации здравоохранения 1975 года запретила насильственное кормление заключённых при соблюдении определённых условий. Согласно этой декларации, если заключённый отказывается от еды, кормление можно прекратить, но только если по крайней мере два независимых врача подтвердят, что заключённый может разумно и спокойно рассмотреть последствия его отказа от еды, которые врачи обязаны ему объяснить.

### Великобритания
В Великобритании принудительное кормление активно использовалось в 1913 году против суфражисток, когда они заключались в тюрьмы и объявляли голодовки, посредством резиновых трубок, вставленных им в рот, а иногда и нос. Эта процедура часто причиняла женщинам большие страдания. Сильвия Панкхёрст вспоминала, как в британской тюрьме ей вставили в пищевод резиновую трубку с большой силой, из-за чего большая часть вводимой жидкости вышла наружу вместе с рвотой.
Британские власти применили принудительное кормление и в отношении участников ирландского восстания, которые добивались независимости; в 1917 году заключённый повстанец Томас Эш умер от осложнений, вызванных насильственным кормлением.

### США
В Соединённых Штатах Америки данную процедуру использовали в тюрьме Абу-Грейб и тюрьме на военной базе в Гуантанамо, где заключённых кормили насильно. В Абу-Грейб заключённых-мусульман заставляли пить алкоголь и есть свинину, а также Биг Мак из Макдоналдс — пищевые продукты и напитки, которые запрещены в соответствии с нормами ислама. Практика была прекращена в 2007 году после жалобы от ряда американских врачей.
В решении по делу «Лантц против Коулмана» в 2009 году суд штата Коннектикут, США, признал, что сотрудница пенитенциарной системы штата Тереза Лантц правомерно разрешила принудительное кормление заключённого Уильяма Коулмана (подданного Великобритании, осуждённого в США за изнасилование).

### ООН
Международный трибунал ООН по бывшей Югославии в Гааге 6 декабря 2006 года разрешил властям Нидерландов использовать принудительное кормление объявившего голодовку сербского политика Воислава Шешеля, задержанного по обвинению в военных преступлениях. В решении было указано, что принудительное кормление не является «пытками, бесчеловечным или унижающим достоинство обращением, если существует медицинская необходимость сделать это… и если способ, которым задержанный подвергается принудительному кормлению, не является бесчеловечным или унижающим достоинство». Такое кормление принято называть более либерально: «искусственное питание».

### Европейский суд по правам человека
Европейский суд по правам человека в 2005 году в решении по делу «Невмержицкий против Украины» (54825/00) указал, что меры, такие как принудительное кормление, не могут считаться унижающими достоинство, если они необходимы для спасения жизни человека. Однако правительство Украины не продемонстрировало, что насильственное кормление было вызвано медицинской необходимостью в случае Невмержицкого. Суд также указал, что методы принудительного кормления с применением наручников, расширителя рта и специальной резиновой трубки, вставляемой в пищевод, можно приравнять к пыткам.

### Россия
Статья 42 российского Федерального закона от 15 июля 1995 г. № 103-ФЗ «О содержании под стражей подозреваемых и обвиняемых в совершении преступлений» и п. 4 ст. 101 Уголовно-исполнительного кодекса предусматривают, что «меры, в том числе и принудительного характера, направленные на поддержание здоровья отказывающегося от приёма пищи подозреваемого или обвиняемого, если его жизни угрожает опасность, осуществляются на основании письменного заключения врача и в присутствии медицинского работника», «в случаях отказа осуждённого от приёма пищи и возникновения угрозы его жизни допускается принудительное питание осуждённого по медицинским показаниям».

## Принудительное кормление девочек в Африке

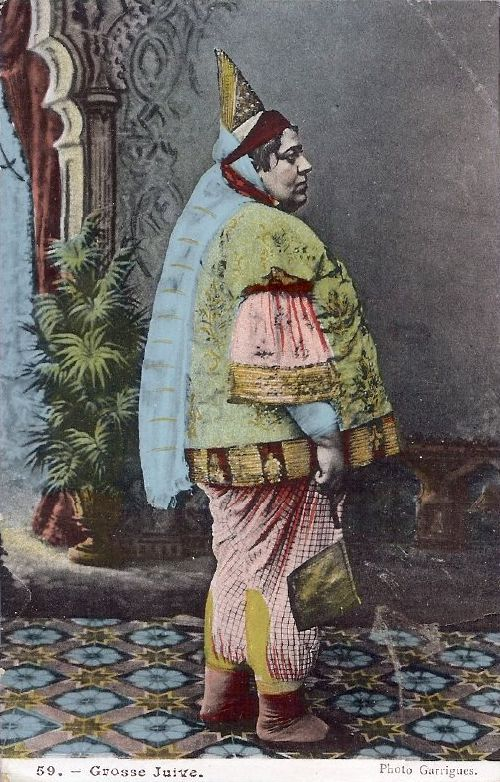
Жертва принудительного кормления, невеста с острова Джерба, начало XX века.

В некоторых регионах Африки и Ближнего Востока полные женщины считаются более элегантными, красивыми и чувственными. Таким образом, в этих странах распространена специальная диета, приводящая к ожирению, применяемая к девочкам с раннего возраста. Матери насильно заставляют девочек потреблять большое количество пищи, чтобы они набрали большой вес к брачному возрасту. Для принудительного кормления используются, в том числе, и трубки. На сегодняшний день эта практика более всего распространена в Мавритании и Нигерии, где девочек особенно откармливают в последние месяцы до свадьбы. В Мавритании девочек заставляют есть жир из верблюжьих горбов, что вызывает резкое увеличение веса. Если девочки отказываются от еды, то им объясняют необходимость этого, а иногда наказывают физически — например, избивают или зажимают пальцы между двумя кусками дерева. В современной Мавритании существует движение за то, чтобы отменить этот обычай, но это традиционная практика, которая укоренилась и по-прежнему присутствует и остаётся неотъемлемой частью культуры Нигерии и Мавритании.

## Принудительный откорм животных

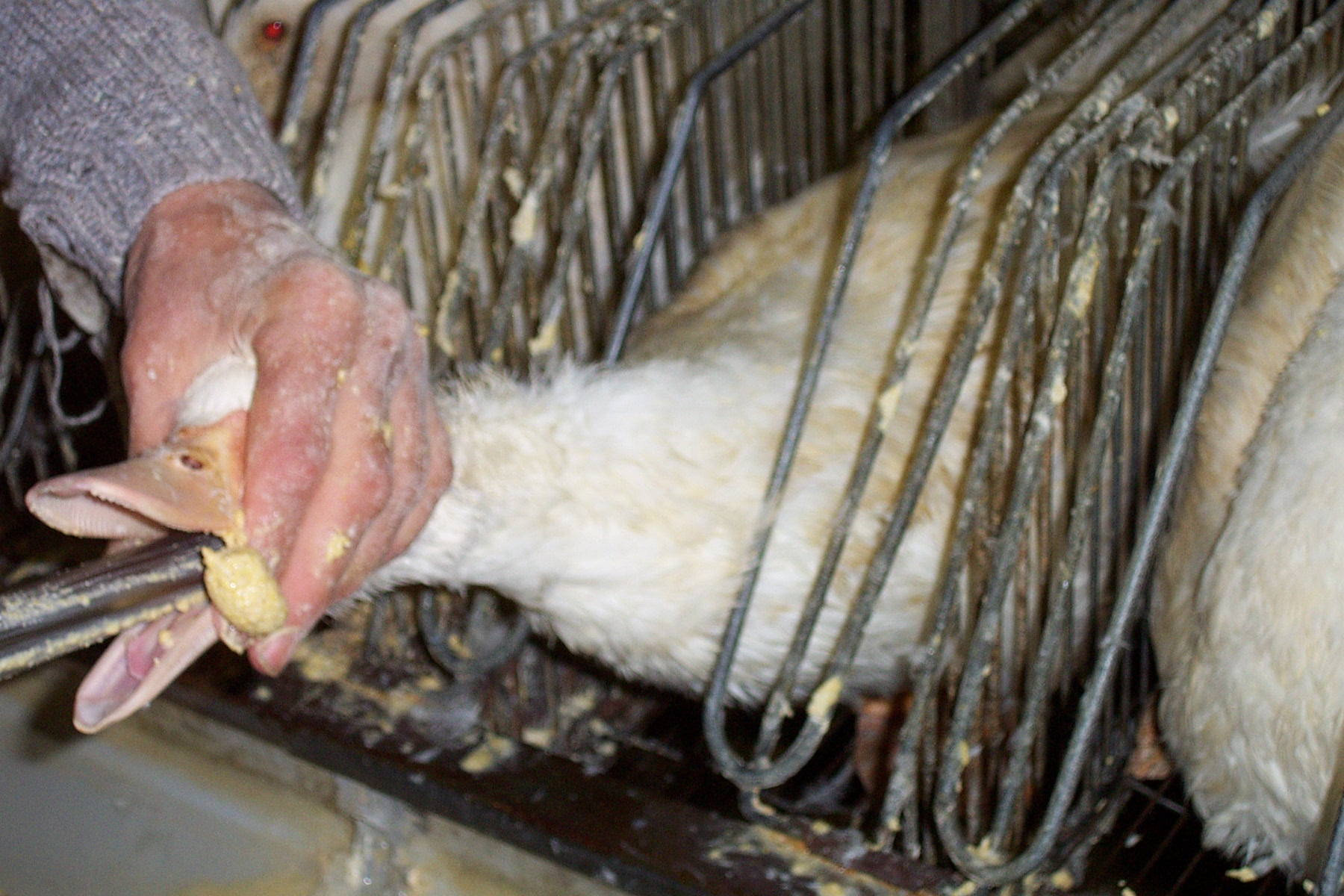
Принудительное кормление птицы

Принудительный откорм животных для набора ими веса является широко распространённой практикой — ей подвергаются верблюды, телята, куры и так далее. Особенно сильному откорму подвергаются утки и гуси, разводимые для производства фуа-гра — увеличенной печени.
В разных странах существуют тенденции к запрещению насильственного откорма животных как практики, причиняющей страдания.